# 奧德伯特島
66°22′S 110°33′E / 66.367°S 110.550°E
奧德伯特島（英語：Odbert Island）是南極洲的島嶼，位於阿德里島和魯賓遜嶺之間，屬於風車群島的一部分，長2.5公里、寬0.5公里，最高點海拔高度100米，現時由南極條約體系管理。